# واسیل گرندژا-دونسکی
واسیل گرندژا-دونسکی (اوکراینی: Ґренджа-Донський Василь Степанович؛ ۲۴ آوریل ۱۸۹۷ – ۲۵ نوامبر ۱۹۷۴) نویسنده، و شاعر اهل اوکراین بود.